# Olimpijsko dviganje uteži
Olimpijsko dviganje uteži je šport, pri katerem posameznik poizkuša v dveh disciplinah premagati kar se da največje breme (naloženo na olimpijski palici) nad glavo. Ti dve disciplini sta poteg in sunek, seštevek obojega predstavlja olimpijski biatlon (katera se smatra tudi kot tretja disciplina). Nekoč je obstajala še disciplina potisk nad glavo, ki pa so jo leta 1972 umaknili s programa zaradi težavnosti sojenja pravilnosti dviga. Dvigalce uteži odlikujejo sposobnosti kot so gibljivost, eksplozivna moč, preciznost in ravnotežje. Sami olimpijski dvigi pa se uporabljajo tudi pri drugih vrhunskih športih v namen pridobivanja maksimalne ter eksplozivne moči.

## Zgodovina
Dviganje uteži, oziroma premagovanje težkih bremen sega nazaj v Egipt, Kitajsko, Indijo in antično Grčijo. Moderno dviganje uteži pa ima izvor v evropskih tekmovanjih v 19. stoletju. Olimpijsko dviganje uteži je bilo zastopano že na prvih olimpijskih igrah moderne dobe leta 1896 v Atenah. Na prvih igrah so tekmovali v enoročnem in dvoročnem dviganju, pri čemer niso bili razvrščeni v težnostne kategorije. Tekmovanje pa je potekalo, kar na atletskem stadionu. Ženske so na olimpijskih igrah prvič tekmovale leta 2000 v Sydneyu.
Pri potegu je prijem širok, breme dvignemo nad glavo v eni potezi. Pri  sunku pa je prijem praviloma ožji, kot pri potegu, tu dvignemo breme nad glavo v dveh potezah (prvo ga dvignemo na poličko, ki jo naredimo z rameni in ključnico, nato ga sunemo nad glavo).
Vsak dvigalec ima v obeh disciplinah 3 poskuse, od katerih štejeta samo najboljša dva (eden na disciplino), ki se ju nato sešteje.
Moški in ženske so razvrščeni v težnostne kategorije. Za moške in ženske so se težnostne kategorije že večkrat spreminjale kar je prikazano v spodnji tabeli.
Moški (v poševnem in podčrtanem tisku so kategorije, ki niso uvrščene v olimpijski program)
| Obdobje         | 1905–1913 | 1913–1946 | 1947–1950 | 1951–1968 | 1969–1976 | 1977–1992 | 1993–1997 | 1998–2018 | 2018–   |
| Mušja           | –         | –         | –         | –         | 52 kg     | 52 kg     | 54 kg     | –         | 55 kg   |
| Bantamska       | –         | –         | 56 kg     | 56 kg     | 56 kg     | 56 kg     | 59 kg     | 56 kg     | 61 kg   |
| Peresna         | –         | 60 kg     | 60 kg     | 60 kg     | 60 kg     | 60 kg     | 64 kg     | 62 kg     | 67 kg   |
| Lahka           | 70 kg     | 67,5 kg   | 67,5 kg   | 67,5 kg   | 67,5 kg   | 67,5 kg   | 70 kg     | 69 kg     | 73 kg   |
| Srednja         | 80 kg     | 75 kg     | 75 kg     | 75 kg     | 75 kg     | 75 kg     | 76 kg     | 77 kg     | 81 kg   |
| Poltežka        | –         | 82,5 kg   | 82,5 kg   | 82,5 kg   | 82,5 kg   | 82,5 kg   | 83 kg     | 85 kg     | 89 kg   |
| Težka           | –         | –         | –         | 90 kg     | 90 kg     | 90 kg     | 91 kg     | 94 kg     | 96 kg   |
| 100 kilogramska | 80+ kg    | 82,5+ kg  | 82,5+ kg  | 90+ kg    | 110 kg    | 100 kg    | 99 kg     | 105 kg    | 102 kg  |
| /               | –         | –         | –         | –         | –         | 110 kg    | 108 kg    | –         | 109 kg  |
| Supertežka      | –         | –         | –         | –         | 110+ kg   | 110+ kg   | 108+ kg   | 105+ kg   | 109+ kg |

Ženske (v poševnem tisku so kategorije, ki niso uvrščene v olimpijski program)
| obdobje | 1983–1992 | 1993–1997 | 1998–2016 | 2017–2018 | 2018-  |
|         | 44 kg     | 46 kg     | 48 kg     | 48 kg     | 45 kg  |
|         | 48 kg     | 50 kg     | 48 kg     | 48 kg     | 49 kg  |
|         | 52 kg     | 54 kg     | 53 kg     | 53 kg     | 55 kg  |
|         | 56 kg     | 59 kg     | 58 kg     | 58 kg     | 59 kg  |
|         | 60 kg     | 64 kg     | 63 kg     | 63 kg     | 64 kg  |
|         | 67,5 kg   | 70 kg     | 69 kg     | 69 kg     | 71 kg  |
|         | 75 kg     | 76 kg     | 75 kg     | 75 kg     | 76 kg  |
|         | 82,5 kg   | 83 kg     | 75+ kg    | 90 kg     | 81 kg  |
|         | 82,5+ kg  | 83+ kg    | 75+ kg    | 90+ kg    | 87 kg  |
|         |           |           |           |           | 87+ kg |

### Pred Olimpijskimi igrami
Tekmovanja, kdo lahko dvigne največjo težo, so se odvijala skozi celotno zgodovino. Najzgodnejše znane zapise najdemo že v starem Egiptu, na Kitajskem, v Indiji in stari Grčiji. Današnji sodobni šport dviganja uteži izvira iz evropskih tekmovanj v 19. stoletju.
Prvi svetovni prvak je bil okronan leta 1891. Tekmovalci takrat še niso bili kategorizirani po teži, žensko prvenstvo pa ni obstajalo do leta 1987.

### Zgodnje olimpijske igre
Na prvih olimpijskih igrah 1896 je bilo dvigovanje uteži vključeno kot del predhodnika današnjega tekmovanja v atletiki (kot nekakšen deseteroboj). Med olimpijskimi igrami leta 1900 ni bilo tekmovanja v dvigovanju uteži, nadaljevalo se je, spet v atletiki, leta 1904, vendar je bilo izpuščeno iz iger 1908 in 1912. To so bile zadnje igre do po prvi svetovni vojni. V teh prvih igrah je bilo so bili »enoročni dvigi« ločeni od »dvoročnih«. Leta 1896 je bil zmagovalec v »enoročnih dvigih« Launceston Elliot iz Škotske in zmagovalec v »dvoročnih dvigih« Viggo Jensen iz Danske.
Leta 1920 se je dvigovanje uteži spet pojavilo na olimpijskih igrah in prvič kot samostojna disciplina. Na teh igrah, ki so potekale v Antwerpnu v Belgiji, je tekmovalo štirinajst držav. Tekmovalni dvigi so bili »poteg z eno roko«, »sunek z eno roko« in »sunek z dvema rokama«. Na naslednjih olimpijskih igrah v Parizu v Franciji leta 1924 sta bila v program dodana »potisk z dvema rokama« in »poteg z dvema rokama«, tako da je bilo skupno pet dvigov.
Na olimpijskih igrah leta 1920 so bile uvedene kategorije po teži in do olimpijskih iger leta 1932 je bilo dviganje uteži razdeljeno pet kategorij.
Leta 1928 so bili opuščeni vsi dvigi z eno roko in ostali so le »poteg«, »nalog in potisk« in »nalog in sunek«.

### Moderne olimpijske igre
Po olimpijskih igrah leta 1972 je bil ukinjen dvig »nalog in potisk« zaradi težav pri sojenju tehnične izvedbe dviga. Športniki so začeli na nek način suvati z boki in se sočasno močno nagibati nazaj, namesto da bi "strogo" potisnili utež nad glavo s pokončnim trupom. Sporen je bil le drugi del dviga, torej »potisk«. Ko je bilo breme naloženo na rame spredaj in je dvigovalec vstal iz počepa, bi moral le še strogo (izključno z močjo ramen) potisniti drog nad glavo. Sicer je bilo dovoljeno, da se dvigovalec nekoliko nagne nazaj, ampak nikakor ni bilo mogoče določiti, kaj je dovolj in kaj preveč. Nekateri iznajdljivi dvigovalci so lahko sprožili »potisk« s sunkom kolka tako hitro, da sodniki niso mogli ugotoviti, ali so uporabili kakršen koli upogib kolen, kar pa je bilo v pravilih strogo prepovedano. To je razlog, zakaj je bil »nalog in potisk« ukinjen. Ostala pa sta dva elementa sodobnega olimpijskega programa dviganja uteži – »poteg« in »nalog in sunek«. »Poteg« je prvi izmed obeh dvigov in je tehnično bolj zahteven, saj moramo breme v eni sami potezi dvigniti s tal direktno nad glavo. Dvig mora biti izveden zelo natančno, breme mora potovati v čim bolj ravni (vertikalni) liniji. »Nalog in sunek« je sestavljen iz dveh gibov. Najprej dvignemo breme s tal in ga naložimo na rame spredaj – ta del se imenuje »nalog«, nato dvignemo breme iz ramen spredaj nad glavo – ta del dviga se imenuje »sunek«. »Nalog in sunek« je tehnično nekoliko manj zahteven kot »poteg«, saj je pot, ki jo mora drog prepotovati, krajša in zaradi tega je tudi teža, ki jo lahko dvignemo, na ta način višja.

### Ženske Olimpijske igre
Leta 1986 je bilo prvo uradno svetovno prvenstvo v dvigovanju uteži za ženske. Vendar so ženske lahko nastopile na Olimpijskih igrah šele leta 2000 v Sydneyju v Avstraliji.
Leta 2011 je Mednarodna zveza za dvigovanje uteži določila, da lahko športniki pod običajno uniformo za dvigovanje uteži nosijo cel oprijet kostim (pajkice). Kulsoom Abdullah je istega leta postala prva ženska, ki je to storila na državnem prvenstvu v ZDA, športnikom pa je to dovoljeno tudi na olimpijskih igrah. Pravila IWF so prej navajala, da morajo biti športnikova kolena in komolci vidni, da lahko sodniki ugotovijo pravilno izvedbo dviga.

## Tekmovanja
Šport nadzira Mednarodna organizacija olimpijskega dviganja uteži (IWF), ki je bila ustanovljena leta 1905.
V vsaki kategoriji se tekmuje v potegu in v sunku. Nagrade se ponavadi (razen na OI) podelijo za poteg, sunek ter skupno (olimpijski biatlon). Zaporedje dviganja je odvisno od dvigalcev. Pred tekmovanjem napovedo začetna bremena v obeh dvigih (ta številka se lahko spreminja za 10%). Tisti z najmanjšo napovedano težo začne. Potem pa se teža viša (teže na palici se nikoli ne mora znižati). V kolikor sodniki dosodijo neuspel dvig, ima tekmovalec 2 opciji, ponavlja dvig na istem bremenu ali pa dvigne breme, v obeh primerih se to šteje kot drugi poskus. Breme lahko dvigujemo za minimalno 1 kg. Če dva dvigneta isto breme, potem zmaga tisti, ki ga je dvignil prvo. Tekmovanje se zmeraj začne s potegom in nadaljuje s sunkom.
Na večjih tekmah sodijo trije sodniki, 1 glavni in 2 stranska. Šteje odločitev vsakega sodnika, za veljaven dvig morata biti vsaj 2 sodnika mnenja, da je dvig veljaven. Veljaven dvig se označi z belo barvo, neveljaven pa z rdečo.

### Tekmovanja v Sloveniji
V Sloveniji imamo moško in žensko državno ligo, državni pokal, študentsko državno prvenstvo, kadetsko državno prvenstvo, člansko državno prvenstvo ter novoletni turnir. Leta 1982 pa je v Ljubljani potekalo tudi svetovno prvenstvo. Tekmovanje je potekalo v hali Tivoli. Tekmovanja je v živo prenašala RTV Slovenija, pod vodstvom režiserja Staneta Škodlarja. Stane Škodlar je bil prvi režiser v zgodovini dviganja uteži, ki je ravno v Ljubljani na svetovnem prvenstvu posnel dogajanje tudi v zaodrju kjer se tekmovalci ogrevajo za nastop na odru.
V državni ligi nastopajo ekipe posameznih klubov. Vsaka ekipa šteje 6 članov (od tega je eden »rezerva«*). Vsakega člana ali članico se pred tekmo stehta in glede na telesno težo določi Sinclairjev koeficient. Ta koeficient se na koncu tekme pomnoži s končnim seštevkom posameznika ter sešteje vse seštevke. Tako dobimo točke za posamezno ekipo, ekipa z več točkami zmaga.
Pri državnem pokalu se točke seštevajo na enak način kot pri ligi, le da pri pokalu šteje ekipa tri člane.
Študentsko, kadetsko in člansko prvenstvo se ne računajo po Sinclair točkah. Tekmovalce se razporedi v zgoraj navedene kategorije. Zmaga tisti, ki ima največji skupni seštevek obeh disciplin.
Pri novoletnem turnirju se šteje točke kot pri ligi, vendar je princip tekmovanja bolj podoben državnemu prvenstvu – vsak zase. Podeli se pokal za najboljšega tekmovalca in tekmovalko.
Na koncu leta zveza podeli tudi pokal najboljšemu kadetu, mladincu, študentu ter članu. Na to vpliva povprečje točk treh najboljših tekem v letu.

## Oprema
Olimpijska palica/ročka je jeklen, 220 cm dolg ter 20 kg težak rekvizit na katerega se nalaga breme v obliki gumiranih kolutov. Na obrobnih delih je narebrena, na sredinskem delu pa je samo lažje narebrena (boljši prijem in manj drsenja). Obstaja tudi ženska različica, ki je dolga 200 cm ter težka 15 kg. Prav tako je premer ženske palice manjši od moškega.
Koluti so večbarvni. Obstajajo mikro koluti 0,5 kg, 1 kg, 1, 5 kg, 2 kg ter 2, 5 kg ter normalni koluti 5 kg, 10 kg, 15 kg, 20 kg ter 25 kg. V preteklosti so obstajali tudi 50 kg koluti, ki pa se ne uporabljajo več.
Barve kolutov:
- 0,5 kg, 5 kg – bela
- 1 kg, 10 kg – zelena
- 1, 5 kg, 15 kg – rumena
- 2 kg, 20 kg – modra
- 2, 5 kg, 25 kg – rdeča

Prav tako so pri opremi zelo pomembni zatiči za uteži. Ti so težki 2, 5 kg.
Tekmovalci so napravljeni v enodelne drese, ki ne pokrivajo komolcev ali kolen, kar pa ne pomeni, da kolena in komolci ne smejo biti pokriti z drugimi materiali (pajkice, kolenčniki, povoji za kolena, komolci so lahko prekriti le z oprijeto majico).  Pri dviganju lahko uporabljamo tudi dvigalski pas, ki ne sme biti širši od 12 cm, povoje za kolena ter posebne dvigalske čevlje, ki so narejeni iz bolj trpežnih in stabilnih materialov. Posebnost dvigalskih čevljev je tudi dvignjena peta. Dvig pete se razlikuje glede na proizvajalca in model ter celo številko čevlja.

### Drog (olimpijska palica oziroma olimpijska ročka)
Najpomembnejši del opreme pri Olimpijskem dviganju uteži in tudi najdražji je jeklen drog (oz. palica ali ročka) z vrtljivima t.i. rokavoma na obeh koncih, rokava sta večjega premera kot drog in se vrtita neodvisno od droga. Na rokava »nasadimo« t.i. gumirane utežne kolute, ki so obarvani različno glede na težo. Neodvisna rotacija rokavov je nuno potrebna pri olimpijskih dvigih, saj takorekoč izniči rotacijsko vztrajnost droga med dvigom. Včasih, ko se rokava še nista vrtela neodvisno od droga (celoten drog je bil iz enega kosa), so se dvigovalci soočali z zahtevnejšim dviganjem in večjim tveganjem za poškodbe.
Drog za moške tehta 20 kg s premerom 28 mm in dolžino 2200 mm. Drog za ženske pa tehta 15 kg in ima premer 25 mm z dolžino 2010 mm. Razdalja med rokavoma pa je za vse enaka in sicer 1310 mm. Groba tekstura oprijema palice se imenuje narebričenje in moška palica ima narebričenje tudi na sredini, medtem ko ga ženska nima. Olimpijske uteži (gumirani koluti), ki se uporabljajo na tekmovanjih, so certificirane s strani IWF.

### Gumirani utežni koluti (premer 45cm)
Utežni koluti, ki morajo biti nujno prevlečeni z gumo, da jih lahko brez skrbi vržemo z višine na tla, se med seboj ločijo po barvi in teži (barva je indikator teže). Kolut zelene barve tehta 10 kg, rumene 15 kg, modre 20 kg in rdeče 25 kg.

### Železni utežni koluti (različni premeri)
Manjši utežni koluti, ki so ponavadi tudi prevlečeni z gumo (ni pa nujno) se uporabljajo za dodajanje nižjih tež. Ti koluti so prav tako obarvani enako kot večji koluti, l, da predstavljajo 10% večjih kolutov, torej, zelen kolut je 1 kg, rumen kolut je 1,5 kg, moder kolut je 2 kg in rdeč kolut je 2,5 kg. Posebnost je le bel kolut, ki ima 5 kg in njegova manjša različica 0,5 kg.

### Varovala za drog (žargonsko: klamfe)
Gumirane kolute pritrdimo na drog z jeklenim varovalom na vsaki strani. Vsako varovalo tehta natančno 2,5 kg. Vsako varovalo ima vijak, s katerim stisnemo drog in s tem preprečimo, da bi se varovalo premaknilo. S tem preprečimo premikanje ali celo iztikanje kolutov.

### Dres za dvigovanje uteži (obleka)
Dres za dvigovanje uteži je iz enega kosa in se tesno prilega telesu. Včasih je bilo pravilo, da morajo biti kolena in komolci vidni, da lahko sodniki določijo, če je dvig tehnično pravilno izveden, toda to pravilo ne velja več in dvigovalci imajo lahko pod standardnim dresom še oprijeto oblačilo, ki pokriva roke in/ali noge v celoti.

### Pas za dvigovanje uteži
Dvigovalci uteži uporabljajo pas pri dvigovanju uteži, ker si s tem povišajo intraabdominalni pritisk in s tem dosežejo dve stvari: zavarujejo hrbtenico in povišajo trdnost jedra in s tem dvignejo malenkost višje breme. Širina pasu ne sme presegati 120 cm.

### Kreda za roke (magnezijev karbonat)
Vsi športniki, ne samo dvigovalci, ki pri treningu ali na tekmovanjih potrebujejo suhe roke, uporabljajo kredo za roke oziroma magnezij. Z nanosom magnezija na dlani dosežemo, da so dlani suhe in s tem preprečimo drsenje in (do neke mere) nastanek žuljev na dlaneh. Uporablja se lahko le suh magnezij (kocke ali prah), tekoč magnezij ni dovoljen.

### Trak za povijanje prstov
Dvigovalci pogosto uporabljajo trak za povijanje predelov telesa, ki so izpostavljeni trenju. Najpogosteje se povijajo prsti in skorajda ni dvigovalca, ki si ne bi povil vsaj palcev. Redko se povija dlan in včasih si kdo nalepi trak na piščal, saj tam lahko podrgne z drogom in pride do neželene krvavitve. Polepljeni palci ne zmanjšajo le tveganja za nastanek žuljev, ampak tudi zmanjšajo bolečino, ki je posledica prijema čez palec (t.i. hookgrip).
Olimpijski dvigovalci si občasno oblepijo s trakom tudi zapestja, kar preprečuje pretirano hiperekstenzijo pri dvignjenem bremenu nad glavo. Pri posebej težkih dvigih nad glavo lahko z lepilnim trakom uravnavamo izteg zapestja in s tem omejimo razmikanje distalnih glav radiusa in ulne. S trakom lahko kratkoročno preprečimo poškodbe zapestja in podlakti, toda pretirana uporaba lahko oslabi vezivno tkivo na tem območju, kar pa zna povišati tveganje za bolečino in poškodbe.

### Čevlji
Dvigovalski čevlji, ki jih nosijo olimpijski dvigovalci uteži, so vsekakor najbolj izrazit kos opreme. Čevlji za dvigovanje uteži imajo okoli 2 cm dvignjeno peto (odvisno od proizvajalca in želje/potrebe posameznika) in enim ali dvema metatarzalnima paščkoma, ki se zategneta čez nart. Dvignjena peta pomaga dvigovalcu vzdrževati bolj pokončen trup in globlji počep med dvigom ter višji nivo ravnotežja. Podplati čevljev so tudi precej togi, kar pomaga vzdržati pritisk pri velikih obremenitvah. Čevlji so zasnovani za maksimalno stabilnost in zaradi tega so gibljivi le pri prstih.

## Slovenski (aktivni) klubi dviganja uteži
- ŠD CF Celje[8]
- KDU Jeklo [9]
- KDU Olimpija[10]
- ŠD LevelUP[11]
- ŠD Reebokcrossfit[12]
- TAK Domžale[13]
- X- GYM
- ŠC Panda (KDU IZTA)[14]